# Prêmio Ramanujan ICTP
O Prêmio Ramanujan ICTP (em inglês:  ICTP Ramanujan Prize for Young Mathematicians from Developing Countries) é um prêmio de matemática concedido anualmente pelo Centro Internacional de Física Teórica, em memória do matemático Srinivasa Ramanujan. Foi criado em 2004 e concedido a primeira vez em 2005.
O prêmio é destinado a pesquisadores de um país em desenvolvimento com idade inferior a 45 anos. O prêmio é apoiado pela Academia Norueguesa de Literatura e Ciências através da Fundação Abel, com a cooperação da União Internacional de Matemática.

## Recipientes
- 2005 Marcelo Viana  Brasil
- 2006 Sujatha Ramdorai  Índia
- 2007 Jorge Lauret  Argentina
- 2008 Enrique Pujals  Brasil
- 2009 Ernesto Lupercio  México
- 2010 Yuguang Shi  China
- 2011 Philibert Nang  Gabão
- 2012 Fernando Codá Marques  Brasil
- 2013 Ye Tian  China
- 2014 Miguel Walsh  Argentina
- 2015 Amalendu Krishna Índia
- 2016 Chenyang Xu  China
- 2017 Eduardo Teixeira  Brasil
- 2018 Ritabrata Munshi  Índia